# Orthostichopsis subtenuis
Orthostichopsis subtenuis là một loài rêu trong họ Pterobryaceae. Loài này được (Müll. Hal.) Broth. mô tả khoa học đầu tiên năm 1906.